# 北京交响乐团
北京交响乐团是一家总部位于中华人民共和国北京市的交响乐团，成立于1977年10月，是北京市文化局下属的公益二类事业单位。北京交响乐团源于文化大革命期间成立的北京市音乐训练班。由于政治原因，音乐训练班后来归入北京市艺术学校。四人帮倒台后，音乐班与同时成立的舞蹈班以北京艺校歌舞演出队为名在外演出。1978年7月，北京歌舞团正式成立，音乐班转为北京歌舞团交响乐队。1986年1月，北京歌舞团交响乐队开始以北京交响乐团的名义对外演出。1989年，北京交响乐团独立建制，脱离北京歌舞团。20世纪90年代起，乐团推行职业化改革。1997年起，北京交响乐团每年推出音乐季。2012年12月，中山公园音乐堂使用权、管理权划归北京交响乐团。乐团现任艺术总监兼首席指挥谭利华，团长孟海东，党委书记黄海燕。

## 历史

### 起源：北京市音乐训练班
北京交响乐团源于文化大革命期间的北京市音乐训练班。当时样板戏主导中国文艺界，北京市文化局的李湘林对此感到不满，认为应该建立一支歌舞团。1971年，李湘林向中共北京市委文卫组负责人王力民提议建立歌舞团。王力民虽然赞同李湘林的想法，但他认为当时的政治环境不适合做这一件事。1972年，政治形势有所缓和，北京市时任领导口头同意建立歌舞团一事，市文化局将筹办事宜交给了李湘林。那时北京市文工团已被解散，演职员被下放为铁路工人，李湘林从这些人中抽调了一部分，加上艺术院校毕业分配的一些人，组成了筹备组，开始准备招生。由于乐器演奏培养周期较长，筹备人员决定招收有一定基础、经过短期训练就可以胜任乐团工作的11至16岁的学员。因为上山下乡运动影响，当时的学生无法正常完成学业。很多文艺工作者和干部家庭的子女在家中学习乐器，他们或是跟从父母学习，或是师从家庭教师。筹备组从这些孩子们中很快招齐了50名学员。筹备组另外花两个月招收了50名10岁左右的学员进入舞蹈班。1973年，训练班正式开课。音乐训练班教学较为正规，教师仍聘请学员原来的老师，教师大多来自艺术院校或中央乐团等乐团，使用国际通用教材。培训班以车马费名义，每课时仅付给教员2元人民币。
1973年9月10日，音乐训练班在首都剧场举办了业务汇报会，学员家长、教师、音乐界人士受邀出席。演出虽然得到了家长和音乐界人士的认可，但也带来了问题。有艺术院校为此贴出大字报，还有人向江青写信举报，称音乐训练班有政治问题。他们认为音乐训练班执行了错误的招生路线，学员绝大多数不是贫下中农出身，而是来自知识分子和干部家庭；音乐训练班不用五七艺术大学的教材，而是全盘使用西方资产阶级教材，在首都剧场举办的业务汇报会是典型的文艺黑线回潮；给教员付报酬是走修正主义路线等。江青要求北京市从严查处。北京市领导指示，训练班不得再以音乐训练班的名义在外活动，要求李湘林做出书面检查。李湘林等人将音乐训练班归入北京市艺术学校继续训练，但对上汇报称音乐训练班已经解散。1975年，音乐班与舞蹈班联合排演民族舞剧《草原儿女》，这是训练班成立以来的第一个大型完整剧目。
1976年春天，学员训练已满三年。由于政治形势所限，歌舞团仍然无法成立，学员们也无法正式结业。四人帮倒台后，学员们才正式结业，歌舞班和音乐班得以用北京艺校歌舞演出队的名义在外演出。歌舞演出队在北京展览馆剧场演出了舞剧《小刀会》，连演七十余场，受到观众热捧。乐队于1977年6月聘请中央音乐学院指挥系主任黄飞立教授指导排练莫扎特《C大调第36交响曲“林茨”》，这是乐团首次接触西方交响乐作品。此后的三年间，交响乐队一直由黄飞立指挥排练、演出。

### 北京歌舞团交响乐队
北京交响乐团后来官方将乐团成立日期确定为1977年10月。然而，根据早先的资料，乐团首次以北京交响乐团为名对外演出是在1986年1月，乐团脱离北京歌舞团、独立编制是在1989年。北京歌舞团的成立也晚于1977年10月。
1978年7月，北京歌舞团正式成立。中共北京市文化局党组成员李湘林兼任团长、党总支书记。成立之前，文化局局长赵鼎新与李湘林的谈话时，李湘林提出希望成立一个歌舞团和一个交响乐团。赵鼎新虽然认为李湘林的意见很好，但是决定只成立歌舞团，暂时不挂交响乐团的牌子，乐队以交响乐队的名义演出并逐步向交响乐团发展。歌舞团成立之后，作曲家王西麟、辛沪光、金湘和指挥水蓝等人先后被调入歌舞团。由于条件所限，歌舞团一直在原北京政法学院的一座楼内办公。
北京歌舞团成立后的几年内，出访了罗马尼亚、法国、比利时、瑞士、摩纳哥等国，赴1979年中越战争前线慰问演出，参加闽西革命根据地成立50周年纪念会等演出。交响乐队除了为歌舞团提供伴奏，也独立演奏交响乐作品。1978年初，乐队以北京艺校歌舞演出队管弦乐队的名义，首次在歌舞节目中演出交响乐。1978年11月，乐队以北京歌舞团交响乐队的名义首次举办交响音乐会。乐团还与李德伦、韩中杰、陈燮阳、曹丁、谭利华等中国指挥、赫伯特·齐佩尔、让·皮利松等外国指挥合作。与乐团合作演出的独奏家有傅聪、鲍蕙荞、让·穆耶尔（Jean Mouillère）、约翰·丹曼（John Denman）、阿尔威·泰勒弗森和牛恩德等人。截至1980年6月，乐队已经排练演出了多位作曲家的几十部交响乐作品，涵盖古典乐派、浪漫主义、民族乐派多种风格。1981年后，乐队演出更加频繁。除西方作品以外，乐队还排演了中国作曲家贺绿汀、李焕之、吴祖强、王西麟等人的作品。1981年起，乐队赴多所高校、中学演出，普及交响乐。1983年起，乐队连续参加一年一度的华北音乐节。1983年底，乐队随歌舞团参与中华人民共和国文化部、中国人民解放军总政治部联合主办的歌舞《革命之歌》的排练、演出、录音、电影拍摄。1985年9月16日，北京市人民政府通知交响乐队9月18日赴北京大学演出，以安抚学生情绪、避免学生上街。乐队用一天时间排练，完成了北京市政府交付的任务，北京大学学生没有上街。
黄飞立指挥北京歌舞团交响乐队在天津演出貝多芬《A大调第七交响曲》，演奏第二乐章时场地内突然断电，乐团在黑暗中凭记忆继续演奏，直至供电恢复。此事后来传为美谈。

### 北京交响乐团
1985年5月华北音乐节期间，北京歌舞团领导、北京歌舞团乐队成员向时任北京市副市长陈昊苏提议组建交响乐团。李德伦也向陈昊苏提出了相同的建议。陈昊苏口头同意组建交响乐团。随后，北京市文化局局长办公会议、局党委会议讨论了此事。讨论认为，虽然当时北京市已有多家交响乐团演出，依照文化部方针不应再建乐团，但是北京市缺少自己的乐团；既然北京市的目标是建立国际大都市，那么城市需要一家交响乐团，而且此事已经得到了主管副市长的口头同意。北京市文化局为此事撰写了报告并上呈管理部门。报告提到，成立交响乐团，需要解决资金、场地、艺术骨干、宿舍等问题。报告没有得到回音，文化局咨询后得知上级机关认为增加经费、增加编制两事非常困难，因而不能批准此事。北京市文化局与北京市文教办为此展开协商，文教办提议不增加编制、对内仍为北京歌舞团交响乐队、对外用北京交响乐团的名义进行演出、仅刻北京交响乐团业务专用章一枚图章。文化局同意了文教办的提议。1986年1月，北京市文教办批复，同意乐队以北京交响乐团名义在外演出。1986年1月18日，北京交响乐团命名仪式暨首场音乐会在刚刚落成的北京音乐厅举办，胡乔木、荣毅仁、李焕之、李德伦、吴祖强等出席。一些资料将这一天定为北京交响乐团的成立日期。
乐队以北京交响乐团名义演出之后，由于美国等国接纳中国留学生人数增加，北京交响乐团二十余名乐手出国留学，包括乐队首席、声部长，乐团的演出逐渐变得困难，演出前时常需要借用几十名乐手助阵。1988年，北京交响乐团险些解散。当年4月1日，乐团突然接到通知，上级命令乐团取消一切排练和演出。当月的演出只好取消，原定5月份邀请美国指挥家演出的计划也只好告吹，6月份与新加坡的合作计划中止。乐团原计划年底访问香港，此时也只好结束接洽。解散北京交响乐团一事之前就有传闻，然而乐团的领导却直到4月1日才得到消息。名誉团长李德伦上书陈希同，论说不应该解散北京交响乐团。4月14日，上级通知北京交响乐团恢复排练演出。半年后北京市才决定保留北京交响乐团。由于解散风波，有的乐团成员选择领取基本工资之后下岗，有的调离乐团，有的下海经商。虽然乐团得以延续，但是这次事件使得乐团人心涣散，这一年的业务几乎荒废。
1989年，北京交响乐团独立建制。1992年10月，谭利华担任北京交响乐团业务副团长、首席指挥。此前，乐团在1987年便将他自天津调入，任命为专任指挥。谭利华后来改任北京交响乐团团长。他推进乐团向职业化发展。1996年，乐团实施人事任用改革，不论是乐团原有成员，还是投考乐团的新人，都需要通过“拉幕考核”，即乐手在幕布之后演奏、评委在台下打分。首次考核过后，乐团老成员只有5人留了下来。这一考核制度一直沿用下来。1997年，北京交响乐团开始了第一个音乐季。乐团坚持每个乐季演奏不同的古典音乐，以完成曲目积累。同年，乐团创立北京新年音乐会。2001年，北京交响乐团首次出国巡演，在欧洲演出。2013年，北京交响乐团首次访问美洲，在美国、墨西哥演出。
命名为北京交响乐团后，乐团继续与知名交响乐团、指挥家、演奏家、歌唱家合作。柏林爱乐乐团、伦敦爱乐乐团、俄罗斯国家交响乐团、英国皇家爱乐乐团等都曾与北京交响乐团合作。曾与乐团合作的指挥家包括根纳季·罗日杰斯特文斯基、叶夫根尼·斯韦特拉诺夫、克里斯托弗·埃申巴赫、劳伦斯·福斯特、托马斯·桑德灵、安德鲁·戴维斯、萊夫·賽格斯坦。与乐团有过合作经历的还有钢琴家拉扎尔·贝尔曼、尤斯圖斯·弗朗茨、让·伊夫·蒂博戴、齐蒙·巴托、郎朗，小提琴家瓦吉姆·列宾、宓多里、林昭亮、克里斯多夫·巴拉蒂、谢尔盖·克雷诺夫，大提琴家朱利安·劳埃德·韦伯，中提琴家尤里·巴什梅特，小号演奏家加伯·波多茨基。何塞·卡雷拉斯、詹妮弗·拉莫尔等歌唱家也曾与北京交响乐团合作演出。
2012年12月，北京市将中山公园音乐堂的管理权和使用权移交北京交响乐团，帮助乐团解决了排练、演出的场地问题。北京交响乐团、中国爱乐乐团音乐季主场均设在中山公园音乐堂。

## 运营
北京交响乐团是北京市文化局下属的差额事业单位。根据中华人民共和国国家政策，交响乐团的补助为差额补助，采用“三三制”，即国家补助、企业赞助、票房收入各占三分之一。根据2014年的报道，当时每年国家给北京交响乐团的补助约为两千万元人民币；每位乐手的工资中，国家负担约两千元人民币，而乐手的工资总额为七千至八千人民币，差额通过商业演出填补。
根据北京交响乐团2017年年报，乐团全年演出144场，演出场次创团史纪录；演出收入约1,590万元人民币，同比增长58%。144场演出包含音乐季演出35场、“首都市民音乐厅”公益演出25场、“首都市民音乐厅”区县精品采购演出36场、商业演出36场、保利院线全国展演7场、国际巡演5场。

## 录音
2007年，北京交响乐团首次与EMI合作，录制发行了两张CD唱片。这是中国国内的交响乐团首次与EMI合作。北京交响乐团与EMI共合作录制发行了八张唱片。

## 備註
1. ↑  李湘林的回忆文章与鲁刚的回忆文章对此事的记述略有出入。鲁刚回忆此事发生在“抗日战争50周年前夕”，并未指明是九一八纪念日前；副市长陈昊苏在某天夜里11时30分给鲁刚打电话，要求次日12时乐团赴北京大学演出，乐团在第二天上午排练后下午在北大演出。李湘林的文章中，鲁刚在1985年9月16日晚通知了团长李湘林，乐团用一天时间排练，18日早9时抵达北京大学，演出中还穿插北京大学学生的朗诵、歌唱、演讲，午饭后乐队继续演出，直至夕阳西下。[8][12]
2. ↑  李湘林的回忆文章中称乐团继续演奏了二十多的小节[8]，后来的报道称乐团在黑暗中继续完成了第二乐章。[13]
3. ↑  《北京年鉴1990》记载独立建制的时间为1989年7月。[15]李湘林的回忆文章称1989年5月29日北京市人民政府第83号文件批准了乐团独立建制。[8]